# Thomisus

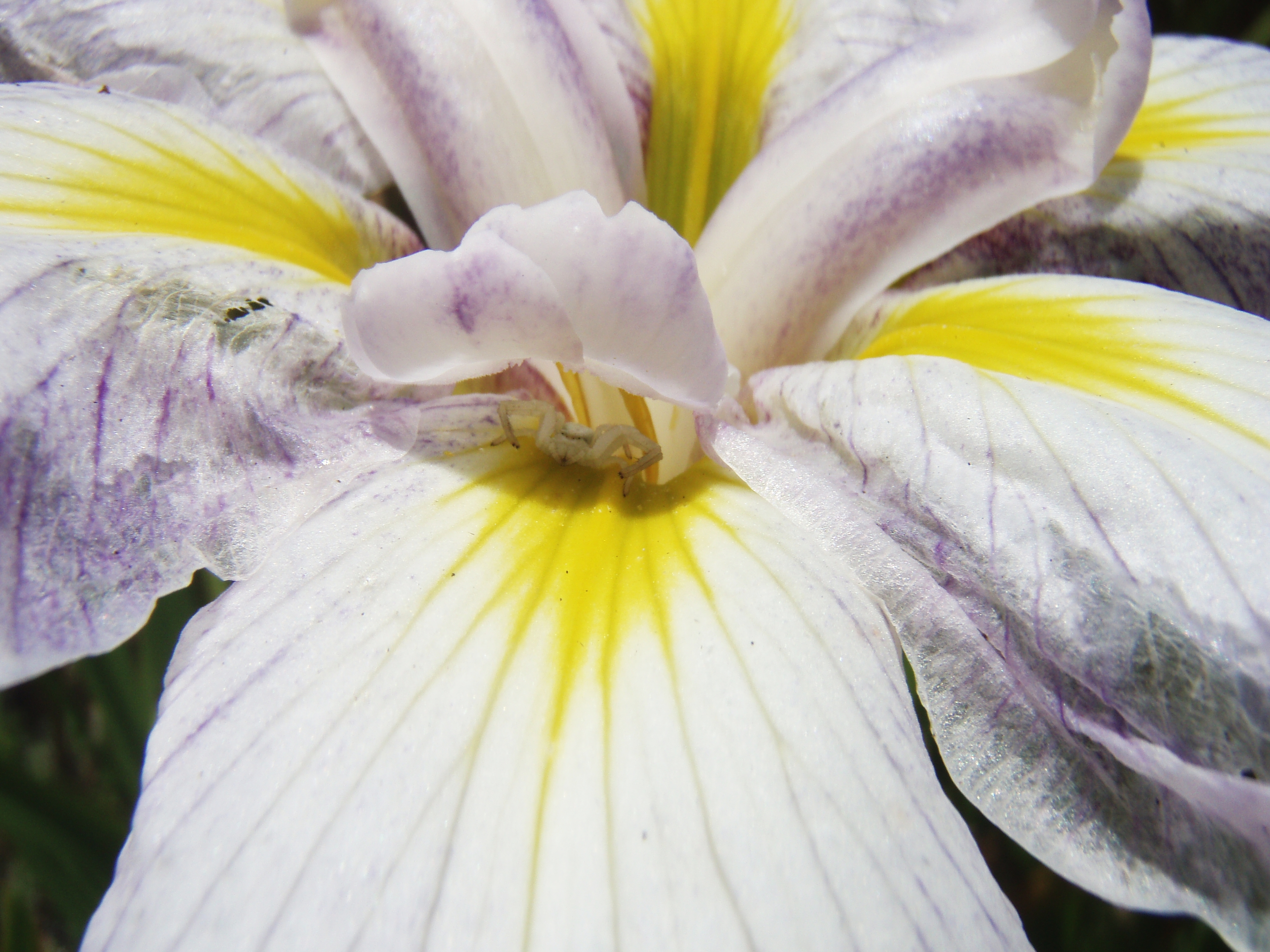
Thomisus spectabilis (♀) sobre Iris sanguinea

Thomisus és un gènere d'aranyes araneomorfes de la família dels tomísids (Thomisidae). Fou descrit per primera vegada per Charles Athanase Walckenaer el 1805.

## Distribució
Les espècies d'aquest gènere es troben per tots els continents excepte als pols.
La majoria es troben a les zones afrotropicals i indomalaia, amb alguna espècie que viu en la zona paleàrtica, australàsia i neàrtica. Només Thomisus guadahyrensis viu a Amèrica del Sud, al Perú.

## Descripció
En la majoria de les espècies, les femelles fan de 4 a 10 mm. de llarg i els mascles de 2 a 7 mm. Moltes són de color viu, generalment similar al color de la flor sobre la qual viuen.

## Taxonomia
Segons el World Spider Catalog amb data de 18 de gener de 2019 hi ha les següents espècies:
- Thomisus albens O. Pickard-Cambridge, 1885 – Pakistan, Yarkand
- Thomisus albertianus Strand, 1913 – Gabon, Congo, Uganda, Angola
- Thomisus albohirtus Simon, 1884 – Nord, Est Àfrica, Iemen
- Thomisus amadelphus Simon, 1909 – Vietnam
- Thomisus andamanensis Tikader, 1980 – Índia, Andaman Is.
- Thomisus angulatulus Roewer, 1951 – Gabon
- Thomisus angustifrons Lucas, 1858 – Gabon
- Thomisus arabicus Simon, 1882 – Iemen
- Thomisus armillatus (Thorell, 1891) – Nicobar Is.
- Thomisus ashishi Gajbe, 2005 – Índia
- Thomisus australis Comellini, 1957 – Central, Sud Àfrica
- Thomisus baghdeoi Gajbe, 2004 – Índia
- Thomisus bargi Gajbe, 2004 – Índia
- Thomisus beautifularis Basu, 1965 – Índia
- Thomisus benoiti Comellini, 1959 – Congo
- Thomisus bicolor Walckenaer, 1837 – EUA
- Thomisus bidentatus Kulczyński, 1901 – Oest Àfrica a Aràbia Saudí, Iemen
- Thomisus bigibbosus Keyserling, 1881 – EUA
- Thomisus blandus Karsch, 1880 – Àfrica, Iemen
- Thomisus boesenbergi Lenz, 1891 – Madagascar
- Thomisus bonnieri Simon, 1902 – Oman
- Thomisus bueanus Strand, 1916 – Camerun
- Thomisus bulani Tikader, 1960 – Índia
- Thomisus callidus (Thorell, 1890) – Sri Lanka, Singapur, Sumatra, Nias Is., Java
- Thomisus cancroides Eydoux & Souleyet, 1841
- Thomisus candidus Blackwall, 1866 – Tropical Àfrica
- Thomisus castaneiceps Simon, 1909 – Vietnam
- Thomisus cavaleriei Schenkel, 1963 – Xina
- Thomisus citrinellus Simon, 1875 – Mediterrani, Àfrica, Seychelles, Iemen, Socotra, Iraq
- Thomisus congoensis Comellini, 1957 – Central, Sud Àfrica
- Thomisus dalmasi Lessert, 1919 – Àfrica
- Thomisus danieli Gajbe, 2004 – Índia
- Thomisus daradioides Simon, 1890 – Sud-àfrica a Índia
- Thomisus dartevellei Comellini, 1957 – Congo, Etiòpia, Malawi
- Thomisus dentiger (Thorell, 1887) – Myanmar
- Thomisus destefanii Caporiacco, 1941 – Etiòpia
- Thomisus dhakuriensis Tikader, 1960 – Índia
- Thomisus dhananjayi Gajbe, 2005 – Índia
- Thomisus duriusculus (Thorell, 1877) – Sulawesi
- Thomisus dyali Kumari & Mittal, 1997 – Índia
- Thomisus elongatus Stoliczka, 1869 – Índia
- Thomisus eminulus Tang & Li, 2010 – Xina
- Thomisus galeatus Simon, 1909 – Vietnam
- Thomisus ghesquierei Lessert, 1943 – Congo
- Thomisus godavariae Reddy & Patel, 1992 – Índia
- Thomisus gouluensis Peng, Yin & Kim, 2000 – Xina
- Thomisus granulatus Karsch, 1880 – Sud Àfrica
- Thomisus granulifrons Simon, 1906 – Índia, Sri Lanka
- Thomisus guadahyrensis Keyserling, 1880 – Perú
- Thomisus guangxicus Song & Zhu, 1995 – Xina
- Thomisus hararinus Caporiacco, 1947 – Etiòpia
- Thomisus hui Song & Zhu, 1995 – Xina
- Thomisus hunanensis Peng, Yin & Kim, 2000 – Xina
- Thomisus ilocanus Barrion & Litsinger, 1995 – Filipines
- Thomisus iswadus Barrion & Litsinger, 1995 – Filipines
- Thomisus italongus Barrion & Litsinger, 1995 – Filipines
- Thomisus janinae Comellini, 1957 – Congo, Tanzània
- Thomisus jocquei Dippenaar-Schoeman, 1988 – Malawi
- Thomisus kalaharinus Lawrence, 1936 – Àfrica, Iemen
- Thomisus katrajghatus Tikader, 1963 – Índia
- Thomisus keralae Biswas & Roy, 2005 – Índia
- Thomisus kitamurai Nakatsudi, 1943 – Ryukyu Is.
- Thomisus kiwuensis Strand, 1913 – Àfrica Central
- Thomisus kokiwadai Gajbe, 2004 – Índia
- Thomisus krishnae Reddy & Patel, 1992 – Índia
- Thomisus labefactus Karsch, 1881 – Xina, Korea, Taiwan, Japó
- Thomisus laglaizei Simon, 1877 – Myanmar, Filipines, Java, Sumatra
- Thomisus lamperti Strand, 1907 – Madagascar
- Thomisus leucaspis Simon, 1906 – Índia, Nova Caledònia
- Thomisus litoris Strand, 1913 – Àfrica Central
- Thomisus lobosus Tikader, 1965 – Índia
- Thomisus ludhianaensis Kumari & Mittal, 1997 – Índia
- Thomisus machadoi Comellini, 1959 – Angola, Illes Cap Verd, Sud-àfrica
- Thomisus madagascariensis Comellini, 1957 – Madagascar
- Thomisus magaspangus Barrion, Barrion-Dupo & Heong, 2013 – Xina
- Thomisus manishae Gajbe, 2005 – Índia
- Thomisus manjuae Gajbe, 2005 – Índia
- Thomisus marginifrons Schenkel, 1963 – Xina
- Thomisus meenae Gajbe, 2005 – Índia
- Thomisus melanostethus Simon, 1909 – Vietnam
- Thomisus mimae Sen & Basu, 1963 – Índia
- Thomisus modestus Blackwall, 1870 – Itàlia
- Thomisus natalensis Lawrence, 1942 – Sud Àfrica
- Thomisus nepenthiphilus Fage, 1930 – Sumatra
- Thomisus nirmali Saha & Raychaudhuri, 2007 – Índia
- Thomisus nossibeensis Strand, 1907 – Madagascar
- Thomisus obscuratus Caporiacco, 1947 – Est Àfrica
- Thomisus obtusesetulosus Roewer, 1961 – Senegal
- Thomisus ochraceus Walckenaer, 1841 – Algèria
- Thomisus odiosus O. Pickard-Cambridge, 1898 – Mèxic
- Thomisus okinawensis Strand, 1907 – Tailàndia a Ryukyu Is., Filipines, Indonesia
- Thomisus onustus Walckenaer, 1805 (type species) – Palearctic
- Thomisus oscitans Walckenaer, 1837 – EUA
- Thomisus pateli Gajbe, 2004 – Índia
- Thomisus pathaki Gajbe, 2004 – Índia
- Thomisus penicillatus Simon, 1909 – Vietnam
- Thomisus perspicillatus (Thorell, 1890) – Borneo, Sulawesi
- Thomisus pooneus Tikader, 1965 – Índia
- Thomisus pritiae Gajbe, 2005 – Índia
- Thomisus projectus Tikader, 1960 – Índia
- Thomisus pugilis Stoliczka, 1869 – Índia
- Thomisus rajani Bhandari & Gajbe, 2001 – Índia
- Thomisus retirugus Simon, 1909 – Vietnam
- Thomisus rigoratus Simon, 1906 – Índia
- Thomisus rishus Tikader, 1970 – Índia
- Thomisus roeweri Comellini, 1957 – Tanzània
- Thomisus schoutedeni Comellini, 1957 – Congo
- Thomisus schultzei Simon, 1910 – Sud Àfrica
- Thomisus scrupeus (Simon, 1886) – Àfrica
- Thomisus shillongensis Sen, 1963 – Índia
- Thomisus shivajiensis Tikader, 1965 – Índia
- Thomisus sikkimensis Tikader, 1962 – Índia
- Thomisus simoni Gajbe, 2004 – Índia
- Thomisus socotrensis Dippenaar-Schoeman & van Harten, 2007 – Socotra
- Thomisus sorajaii Basu, 1963 – Índia
- Thomisus spectabilis Doleschall, 1859 – Índia a Austràlia
- Thomisus spiculosus Pocock, 1901 – Oest, Central, Sud Àfrica
- Thomisus stenningi Pocock, 1900 – Àfrica, Seychelles, Iemen
- Thomisus stigmatisatus Walckenaer, 1837 – EUA
- Thomisus stoliczkai (Thorell, 1887) – Myanmar
- Thomisus sundari Gajbe & Gajbe, 2001 – Índia
- Thomisus swatowensis Strand, 1907 – Xina
- Thomisus telanganaensis Pravalikha & Srinivasulu, 2015 – Índia
- Thomisus tetricus Simon, 1890 – Iemen
- Thomisus transversus Fox, 1937 – Xina
- Thomisus tripunctatus Lucas, 1858 – Oest Àfrica
- Thomisus tuberculatus Dyal, 1935 – Pakistan
- Thomisus turgidus Walckenaer, 1837 – EUA
- Thomisus unidentatus Dippenaar-Schoeman & van Harten, 2007 – Iemen, Iraq, Iran
- Thomisus venulatus Walckenaer, 1841 – Algèria
- Thomisus viveki Gajbe, 2004 – Índia
- Thomisus vulnerabilis Mello-Leitão, 1929 – Myanmar
- Thomisus wangi Tang, Yin & Peng, 2012 – Xina
- Thomisus whitakeri Gajbe, 2004 – Índia
- Thomisus Iemensis Dippenaar-Schoeman & van Harten, 2007 – Iemen
- Thomisus zaheeri Parveen, Khan, Mushtaq, Ahmad & Rana, 2008 – Pakistan
- Thomisus zhui Tang & Song, 1988 – Xina
- Thomisus zuluanus Lawrence, 1942 – Sud-àfrica
- Thomisus zyuzini Marusik & Logunov, 1990 – Turquia, Aràbia Saudí a Àsia central

### Fòssils
Segons el World Spider Catalog versió 19.0 (2018), existeixen les següents espècies fòssils:
- †Thomisus defossus Scudder, 1890
- †Thomisus disjunctus Scudder, 1890
- †Thomisus lividus Heer, 1865
- †Thomisus resutus Scudder, 1890
- †Thomisus sulzeri Heer, 1865

## Galeria

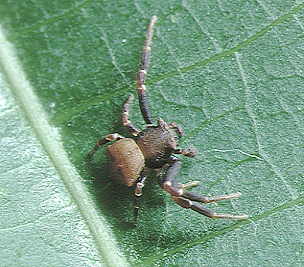
Thomisus kitamurai (♂)
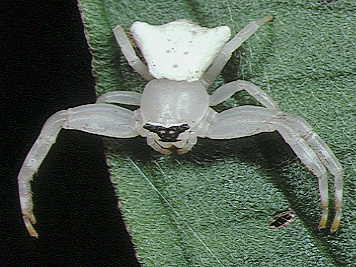
Thomisus kitamurai (♀)
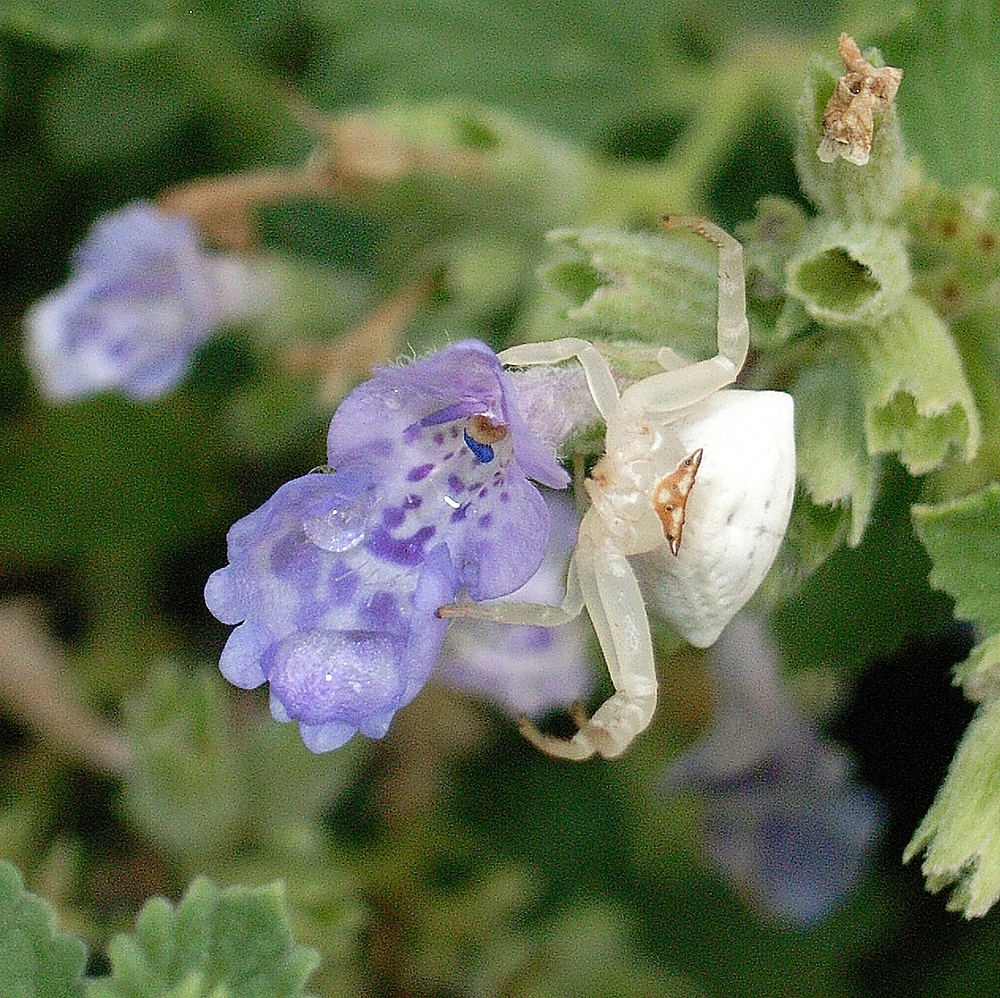
Thomisus labefactus (♀)
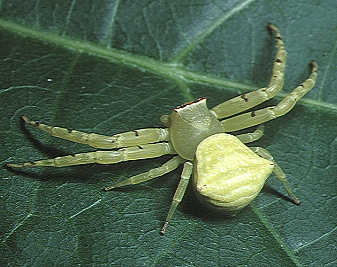
Thomisus okinawensis (♀)